# Dialan sur Chaîne
Dialan sur Chaîne è un comune francese di nuova costituzione in Normandia, dipartimento del Calvados, arrondissement di Caen. Il 1º gennaio 2017 è stato creato accorpando i comuni di Jurques e Le Mesnil-Auzouf.